# Leopold Bolesta-Koziebrodzki
Leopold hrabě Bolesta-Koziebrodzki (německy Leopold Justin Maximilian Graf von Bolesta-Koziebrodzki, polsky Leopold Justyn Maksymilian hrabia Koziebrodzki z Koziebród Boleścic) (16. listopadu 1855 Vídeň – 24. února 1939 Lvov) byl polský šlechtic a rakousko-uherský diplomat. Od mládí působil ve službách ministerstva zahraničí, zastával nižší diplomatické posty v různých evropských zemích. Jako vyslanec působil v Argentině (1900–1903) a Maroku (1905–1909), z funkce vyslance v Portugalsku odešel do výslužby (1909) a poté žil na svých statcích v Haliči.

## Biografie

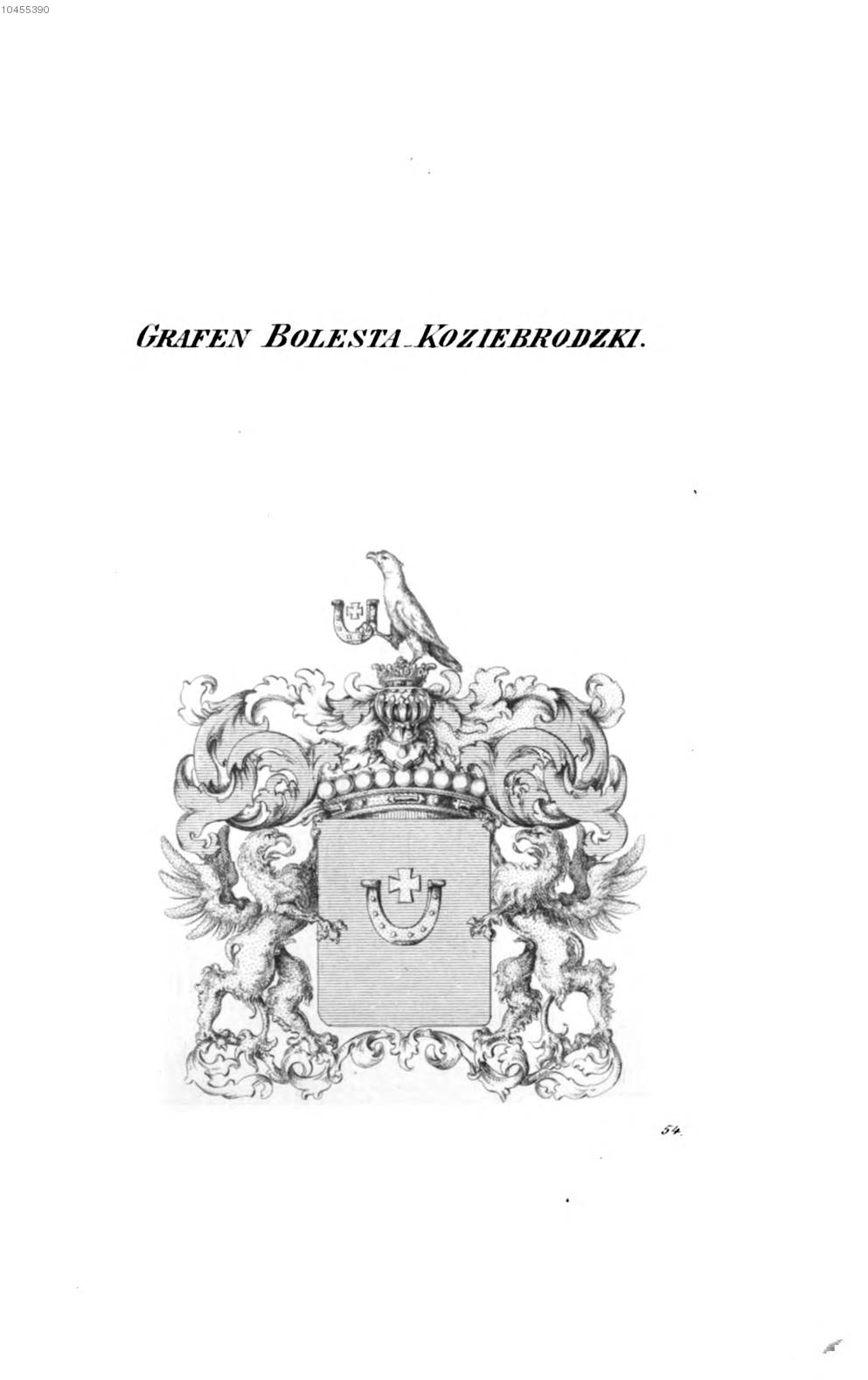
Erb rodu Bolesta-Koziebrodzki

Pocházel ze staré haličské šlechtické rodiny, byl nejstarším ze tří dětí hraběte Justina Bolesty-Koziebrodzkiho (1822–1885), c. k. generálmajora a člena Panské sněmovny. Matka Rosa (1828–1899) pocházela z rodu Wallisů a díky tomu Leopold pobýval v dětství mimo jiné na wallisovském zámku Budíškovice. V roce 1881 vstoupil do služeb ministerstva zahraničí a začínal jako atašé v Istanbulu, další nižší posty vystřídal v Paříži, Kodani, Bruselu a Bukurešti, od roku 1890 byl vyslaneckým sekretářem v Bělehradu. V letech 1893–1894 během střídání vyslanců v Rio de Janeiru Ladislause Hengelmüllera a Ernsta Schmita dočasně vedl diplomatické zastoupení v Brazílii. Po návratu do Evropy byl velvyslaneckým radou, respektive legačním radou II. kategorie ve Vatikánu a v Madridu.
V letech 1900–1903 byl rakousko-uherským vyslancem v Argentině, z Buenos Aires vedl zároveň diplomatické zastoupení pro Paraguay a Uruguay. Po návratu do Evropy byl dočasně mimo aktivní službu a v letech 1905–1909 zastával post generálního konzula, respektive vyslance a zplnomocněného ministra v Maroku. Spolu s velvyslancem v Madridu Rudolfem Welsersheimbem byl v roce 1906 rakousko-uherským delegátem na mezinárodní konferenci ve španělském Algecirasu, kde se projednávaly zájmy evropských mocností v Maroku. Nakonec byl v roce 1909 krátce vyslancem v Portugalsku. V prosinci 1909 odešel na dovolenou, v roce 1910 byl ještě veden s titulem zplnomocněného ministra a vyslance ve stavu disponibility na ministerstvu zahraničí, ale ještě téhož roku odešel do výslužby a od té doby žil v soukromí. 

## Tituly a ocenění
Byl nositelem šlechtického titulu hraběte, který byl po prvním dělení Polska uznán v roce 1781 pro Halič jako součást habsburské monarchie. Jako příslušník starého šlechtického rodu byl v roce 1881 jmenován c. k. komořím a po odchodu do výslužby obdržel titul c. k. tajného rady s nárokem na oslovení Excelence (1913). Během působení v diplomatických službách získal několik vyznamenání v Rakousku-Uhersku i v zahraničí.

### Rakousko-Uhersko
- Řád železné koruny III. třídy (1895)
- Jubilejní pamětní medaile (1898)
- velkokříž Řádu Františka Josefa (1908)

### Zahraničí
- Řád pruské koruny I. třídy (Německo)
- komandér Řádu Karla III. (Španělsko)
- rytíř Danebrožského řádu (Dánsko)
- rytíř Řádu čestné legie (Francie)
- Řád Medžidie III. třídy (Osmanská říše)
- Řád Osmanie IV. třídy (Osmanská říše)
- Řád rumunské koruny IV. třídy (Rumunsko)

## Rodinné a majetkové poměry
Po otci byl dědicem několika velkostatků v Haliči (dnes v Polsku a na Ukrajině). Rodina sídlila na zámku Podhajczyki postaveném v 19. století (po Leopoldovu otci Justinovi nesla obec název Podhajczyki-Justynowe).
Před odjezdem do Argentiny se v roce 1900 oženil ve Vratislavi s hraběnkou Marií von Stillfried-Rattonitz (1870–1937), která se později stala dámou Řád hvězdového kříže. Z manželství se narodili čtyři potomci, dvě dcery a dva synové, kteří po roce 1918 žili v Polsku. 
Jeho bratranec Tadeusz Bolesta-Koziebrodzki (1860–1916) byl také rakousko-uherským diplomatem, vyslancem v Egyptě a Württembersku.